# Nhâm Tuấn
Nhâm Tuấn (tiếng Trung: 任峻; bính âm: Ren Jun; ? - 204), tự Bá Đạt (伯達), là quan viên dưới quyền quân phiệt Tào Tháo thời Tam Quốc trong lịch sử Trung Quốc.

## Cuộc đời
Nhâm Tuấn quê ở huyện Trung Mưu, Hà Nam doãn, Tư Lệ. Năm 190, Đổng Trác khống chế triều chính, các thế lực quân phiệt nổi lên ở Quan Đông, đất Tam Phụ, Tam Hà đều rối loạn. Khi ấy, huyện lệnh Trung Mưu là Dương Nguyên (楊原) muốn bỏ huyện mà chạy. Nhâm Tuấn khuyên Dương Nguyên tự nắm lấy quyền hành của Hà Nam doãn, liên kết với các huyện để tự thủ. Dương Nguyên đồng ý, phong Tuấn làm chủ bộ. Tuấn lại dâng biểu lên triều đình xin phong cho Nguyên làm Hà Nam doãn.
Tào Tháo khởi binh, hành quân qua Trung Mưu. Nhâm Tuấn liền thu thập tông tộc, khách khứa, cùng Dương Nguyên, Trương Phấn (張奮) quy thuận Tào Tháo. Tuấn được Tào Tháo phong làm Kỵ đô úy, đem em họ trong tộc gả cho Tuấn. Từ đó mỗi lần Tào Tháo xuất quân, Nhâm Tuấn đều phụ trách hậu cần, tiếp viện.
Tảo Chi, Hàn Hạo kiến nghị Tào Tháo học theo phép cũ của Triệu Sung Quốc, tiến hành lập đồn điền, dồn dân chúng vào quân đồn, dân đồn. Nhâm Tuấn được phong làm Điển nông trung lang tướng, thi hành đồn điền chế.
Năm 200, Tào Tháo cùng Viên Thiệu giằng co ở Quan Độ. Nhâm Tuấn phụ trách vận chuyển lương thảo. Quân Viên Thiệu nhiều lần muốn tập kích đường vận lương, nhưng đều bị Nhâm Tuấn bảo vệ thành công. Quân Tào thắng lợi, Tào Tháo ghi công của Tuấn, phong tước Đô đình hầu, thực ấp 300 hộ.
Năm 204, Nhâm Tuấn chết bệnh. Tào Tháo vô cùng thương tiếc. Năm 220, Tào Phi cướp ngôi nhà Hán, truy thụy các công thần, Nhâm Tuấn được truy tôn thụy hiệu Thành hầu.

## Gia đình
- Vợ:
  - Tào thị, em họ Tào Tháo.
- Con cái:
  - Nhâm Tiên (任先), con trưởng của Nhâm Tuấn, kế thừa tước vị, nhưng chết sớm, không có con, đất phong bị tước.
  - Nhâm Lãm (任覽), con giữa của Nhâm Tuấn, khi Tào Phi truy thụy công thần, phong Lãm tước Quan nội hầu.

## Trong văn hóa
Nhâm Tuấn không xuất hiện trong tiểu thuyết Tam quốc diễn nghĩa của La Quán Trung.